# 빅죠
빅죠(Big Joe, 1978년 11월 25일 ~ 2021년 1월 6일)는 대한민국의 래퍼이다. 본명은 벌크 죠셉이다. 그룹 홀라당의 멤버로  2008년에 데뷔하였다.
미국인 백인 아버지와 한국인 어머니 사이에서 태어난 혼혈이다. 힙합 그룹 홀라당의 멤버로 랩 파트를 맡았다. 묵직한 로우톤의 스타일로 랩을 했다. 데뷔 당시 186㎝ 키에 250㎏에 달하는 몸무게로 주목을 받았다.
2021년 1월 6일 염증 제거 수술 후 회복 중 숨졌다. 과다출혈로 경과가 좋지 않았던 것으로 알려졌으나, 박사장에 의하면 수술 직후 회복 도중에 원인불명의 이유로 다시 상태가 악화되어 사망한 것이며 의료사고나 병원 측의 잘못된 치료는 전혀 없었다고 밝혔다.